# Geneva (Nebraska)
Geneva és una població dels Estats Units a l'estat de Nebraska. Segons el cens del 2000 tenia 2.226 habitants.

## Demografia
Segons el cens del 2000, Geneva tenia 2.226 habitants, 957 habitatges, i 618 famílies. La densitat de població era de 573 habitants per km².
Dels 957 habitatges en un 27,3% hi vivien nens de menys de 18 anys, en un 55,7% hi vivien parelles casades, en un 6,2% dones solteres, i en un 35,4% no eren unitats familiars. En el 33% dels habitatges hi vivien persones soles el 18,4% de les quals corresponia a persones de 65 anys o més que vivien soles. El nombre mitjà de persones vivint en cada habitatge era de 2,24 i el nombre mitjà de persones que vivien en cada família era de 2,83.
Per edats la població es repartia de la següent manera: un 23,1% tenia menys de 18 anys, un 5,1% entre 18 i 24, un 23,2% entre 25 i 44, un 23,2% de 45 a 60 i un 25,4% 65 anys o més.
L'edat mediana era de 44 anys. Per cada 100 dones de 18 o més anys hi havia 81,4 homes.
La renda mediana per habitatge era de 32.500 $ i la renda mediana per família de 40.096 $. Els homes tenien una renda mediana de 30.357 $ mentre que les dones 17.534 $. La renda per capita de la població era de 18.349 $. Aproximadament el 2,4% de les famílies i el 5,6% de la població estaven per davall del llindar de pobresa.

## Poblacions més properes
El següent diagrama mostra les poblacions més properes.